# Production de biens de consommation en RDA

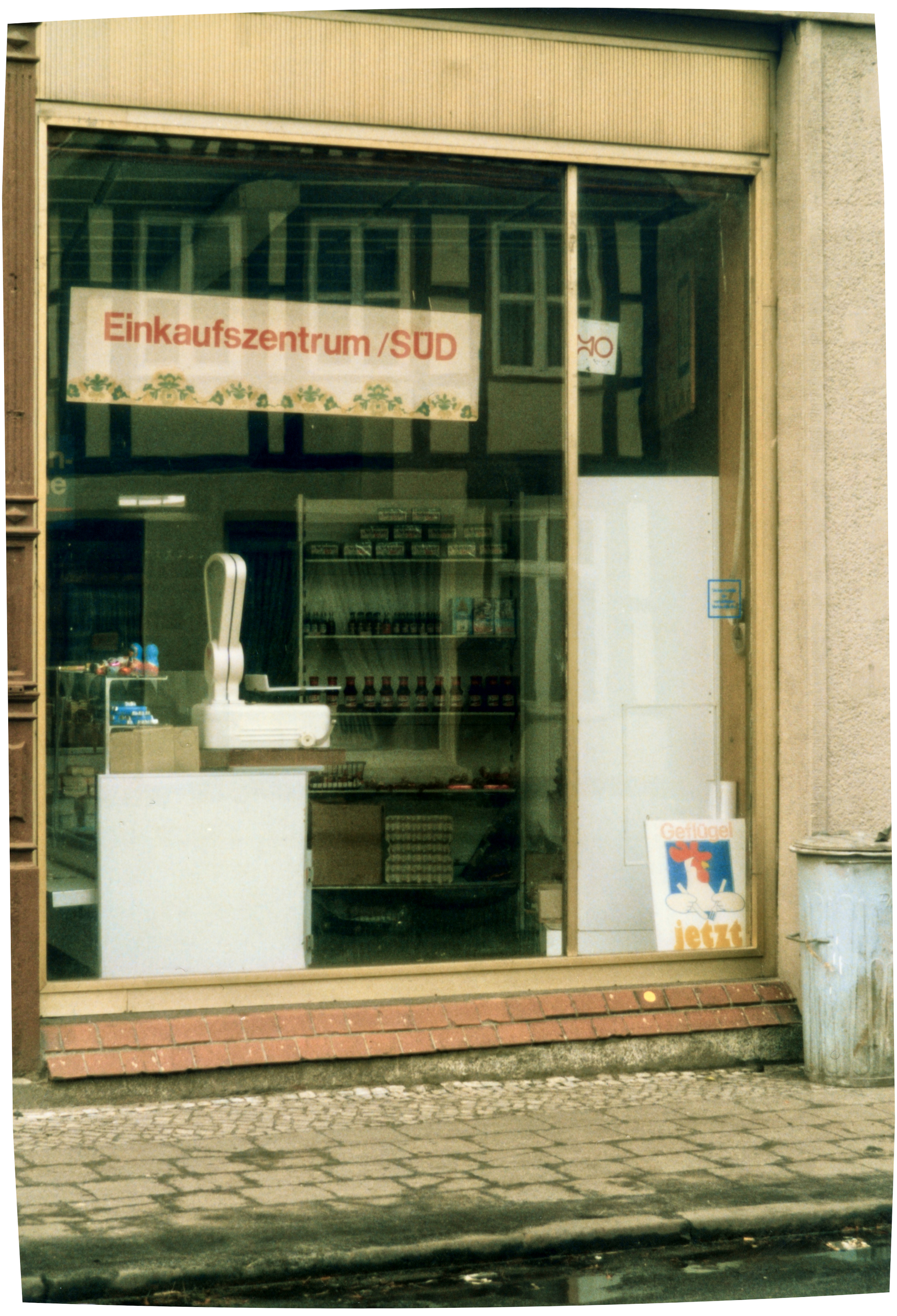
Centre commercial HO à Salzwedel (janvier 1990)

La production de biens de consommation en RDA était une tâche planifiée des entreprises de la RDA pour augmenter le niveau d'approvisionnement et pour satisfaire les besoins matériels et culturels de la population. La production de biens de consommation en RDA dans les années 1970 et 1980 n'a pas permis d'augmenter le niveau de vie dans la mesure souhaitée.
Il ne s'agissait pas seulement de l'industrie des biens de consommation proprement dite ou du commerce de ces biens : la production de biens de consommation revêt une importance particulière lorsque, dans l'économie planifiée, des fabricants qui n'étaient en fait pas liés au produit ont également été utilisés à grande échelle pour la production de biens de consommation.
Dans le premier plan quinquennal de 1950, l'accent est mis sur le renforcement de l'industrie lourde. La production industrielle devait doubler durant cette période. Cela visait notamment à compenser la perte de l'industrie lourde dans la région de la Ruhr et à satisfaire les besoins de l'Union soviétique pour son réarmement après la guerre de Corée. Après la révolte de 1953, les dirigeants de la RDA commencent à reconsidérer leurs objectifs : le deuxième plan quinquennal va s'orienter vers la production de biens de consommation.
Le parti au pouvoir SED définit la production de biens de consommation d'un point de vue socio-politique comme une « exigence sociale fondamentale pour la mise en œuvre de la tâche principale et pour le développement d'une exportation efficace sur la base de ses propres matières premières et matériaux et de leur transformation ». Leur rôle devait être renforcé et leur poids dans l'économie devait continuer à augmenter.

## Industrie et commerce de biens de consommation
En RDA, l'inventaire suivant d'une sélection de biens de consommation durables et techniques pour 100 ménages a été enregistré  :
| An   | autos | vélos | frigos | machines à laver | téléviseurs |
| ---- | ----- | ----- | ------ | ---------------- | ----------- |
| 1961 | 4.7   | 14.9  | 9.0    | 9.5              | 25.1        |
| 1970 | 15.6  | 19.4  | 56,4   | 53,6             | 73,6        |
| 1980 | 38.1  | 18.4  | 108,8  | 84,4             | 105,0       |
| 1988 | 54,7  | 18.4  | 159.6  | 107.3            | 125.2       |

Ces chiffres (en milliers) ne reflètent pas la qualité et la valeur des marchandises. Le plan définit principalement les quantités à produire (« idéologie de la tonne »). Cependant, il n'était pas certain qu'ils soient réellement en mesure de répondre aux attentes de l'ensemble des consommateurs. Même si la qualité des biens de consommation n'a pas toujours été au rendez-vous, force est de constater que le niveau de vie en RDA après la guerre jusqu'en 1970 est celui qui a le plus augmenté au sein des pays du CAEM.
Des réglementations d'État existaient pour les biens de consommation de haute qualité concernant leur durée de conservation. Par exemple, une durée de vie de 10 ans et plus tard de 12 ans est spécifiée pour les réfrigérateurs et les compresseurs domestiques. Les réfrigérateurs de la RDA qui étaient exportés vers la République fédérale ont rapidement été retirés du catalogue Quelle parce qu'ils fonctionnaient trop longtemps et qu'il fallait trop attendre pour acheter un nouvel appareil et stimuler les ventes.

### Excédent de pouvoir d'achat et économie de pénurie
En RDA, le pouvoir d'achat de la population a augmenté plus vite que l'offre de biens de consommation et de produits de luxe. Les entreprises et combinats n'étaient pas en mesure de répondre aux demandes croissantes des consommateurs des années 1970 et de satisfaire le pouvoir d'achat de la population qui ne cessait d'augmenter en raison de la hausse constante des salaires et des bons rendements des dépôts d'épargne. D'une part, le maintien des prix a empêché l'ajustement des prix à l'évolution des coûts. D'autre part, surtout sous Erich Honecker, le taux de consommation du revenu national ne cessa d'augmenter, ce qui réduisit les fonds d'investissement nécessaires pour augmenter et améliorer la production. En outre, le pouvoir d'achat et la demande étaient souvent complètement sous-estimés lorsque les prix étaient fixés au niveau central, c'est-à-dire que des prix fixés étaient irréalistes. Le résultat de cette inflation refoulée a été une économie de pénurie ; les biens de consommation de haute qualité, eux, n'étaient quasiment pas disponibles, ou alors seulement comme produits occidentaux échangés, ou achetés en devises occidentales, comme dans les intershops. Il y avait des temps d'attente anormalement élevés pour de nombreuses marchandises (y compris dans les magasins d'entreprise eux-mêmes), ce qui freinait une activité économique efficace et démoralisait les consommateurs. Le temps d'attente standard lors de l'achat d'une nouvelle voiture en RDA pouvait atteindre 18 ans.

### Priorité à l'exportation
Un deuxième objectif était de produire des biens de consommation de haute qualité et exportables. Pays pauvre en ressources, la RDA était généralement contrainte d'importer des matières premières essentielles comme des aliments et des boissons, pour lesquels une exportation équivalente était requise. Afin de pénétrer le marché occidental, la RDA fixe des prix très bas pour les marchandises exportées. De nombreux produits des catalogues de vente par correspondance Neckermann et Quelle mais aussi Ikea, viennent de RDA. On exporte aussi dans la chimie et la mécanique, comme les machines à tricoter Diamant. Il existe aussi une large gamme d'exportations vers les pays émergents.
Étant donné que les biens de consommation produits en RDA ne pouvaient être exportés vers l'Ouest qu'à des prix défavorables, les possibilités d'importer des biens de consommation de l'Ouest étaient limitées. Hormis le café, ils n'étaient souvent disponibles qu'en petites quantités, pour une durée limitée ou à des prix élevés. Les biens de consommation occidentaux étaient disponibles en Intershop ou via Genex sans temps d'attente, mais uniquement contre une monnaie librement convertible.

## La production de biens de consommation comme tâche sociale
Dans l'après-guerre sous Walter Ulbricht, la devise était encore : « La façon dont nous travaillons aujourd'hui définit notre vie de demain ! », mais à la fin des années 1960, la population souhaite récolter les fruits de son travail maintenant, et non demain. À cela, deux raisons principales :
1. Après des années de reconstruction, le niveau de vie en RDA a commencé à stagner. Indépendamment du mécontentement politique, naît aussi une insatisfaction matérielle, clairement liée à une économie nationale principalement tournée vers l'industrie lourde et à l'agriculture industrielle.
2. L'exemple du miracle économique de l'Allemagne de l'Ouest a un impact particulier sur les habitants de la RDA qui voient l'augmentation rapide du niveau de vie individuel en République fédérale. Les conditions de vie quotidienne en RDA ne pouvaient résister à cette comparaison.

Dans les années 1970, la production de biens de consommation devient donc une priorité. Le VIII.congrès du parti du SED en 1971 définit la tâche suivante : « faire des besoins de la population l'une des variables de sortie décisives de la production et de l'offre ».
Cela avait une signification très politique. Après la fin de la Seconde Guerre mondiale en 1945, l'émergence de deux États allemands en 1949, la Guerre froide, la construction du Mur en 1961 et la fermeture de la frontière à l'Ouest, les habitants de la RDA devaient pouvoir constater les avantages de la société socialiste par rapport au capitalisme en général - et à la République fédérale d'Allemagne en particulier. Les privations des dernières années devraient être compensées par une hausse du niveau de vie ou, comme on disait officiellement, « par une meilleure satisfaction des besoins matériels et culturels des travailleurs ». Les points principaux étaient le programme de logement et l'augmentation de la production de biens de consommation.
Le problème du niveau de vie comparativement inférieur à celui de l'Occident existait dans tous les pays socialistes. Les dirigeants du parti et de l'État tentent de résoudre le problème par la spécialisation et la coopération au sein du CMEA. Contrairement à la grande industrie, dans laquelle certains types de production étaient confiés à certains États membres, il n'y avait pas de spécialisation de chaque pays dans la production de biens de consommation. Une bourse spéciale de biens de consommation est alors développée, cependant son chiffre d'affaires ne se rapproche en rien des importations de biens de l'Ouest qui peuvent être achetées dans tous les pays socialistes dans des magasins spéciaux en devises étrangères (en RDA en Intershop, en Tchécoslovaquie à Tuzex, etc. ).
En outre, les entreprises sont appelées à produire des biens de consommation alors qu'elles n'y sont pas spécialisées. Le parti et le gouvernement donnent l'ordre social aux combinats et entreprises qui fournissaient des moyens de production, de produire cinq pour cent de leur production sous forme de biens de consommation Une véritable campagne de planification et de contrôle s'ensuivit alors.

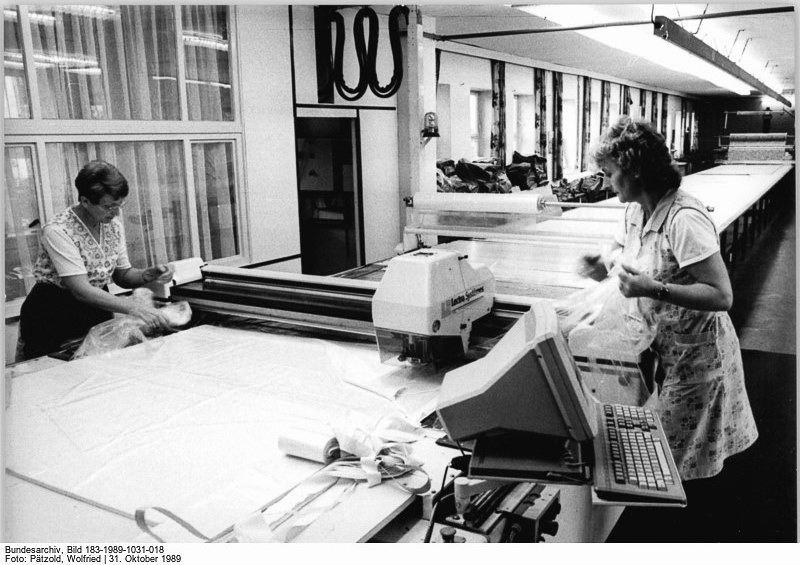
En 1989, la découpe de tissus commandée par ordinateur devait créer les conditions d'une production de biens de consommation plus élevée et plus efficace dans l'industrie du meuble de la RDA.

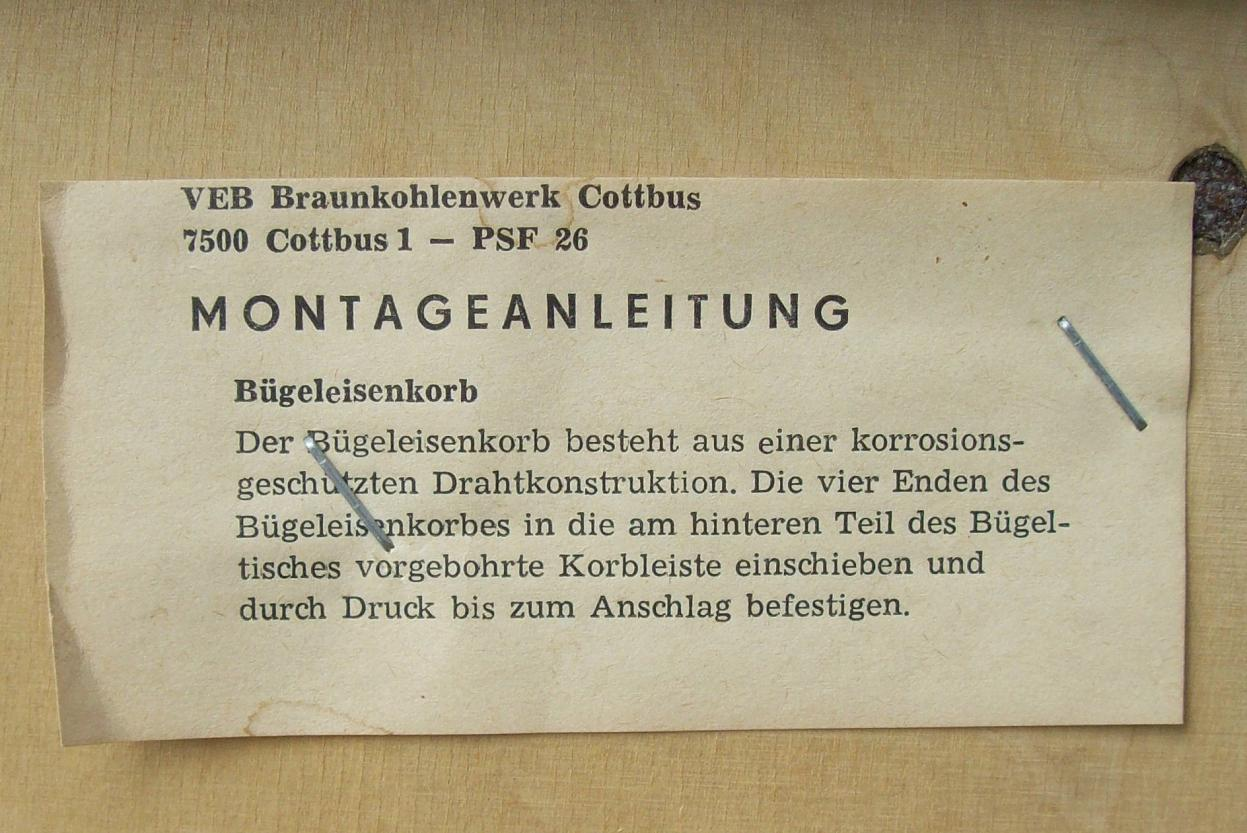
Description de l'article sur une planche à repasser.

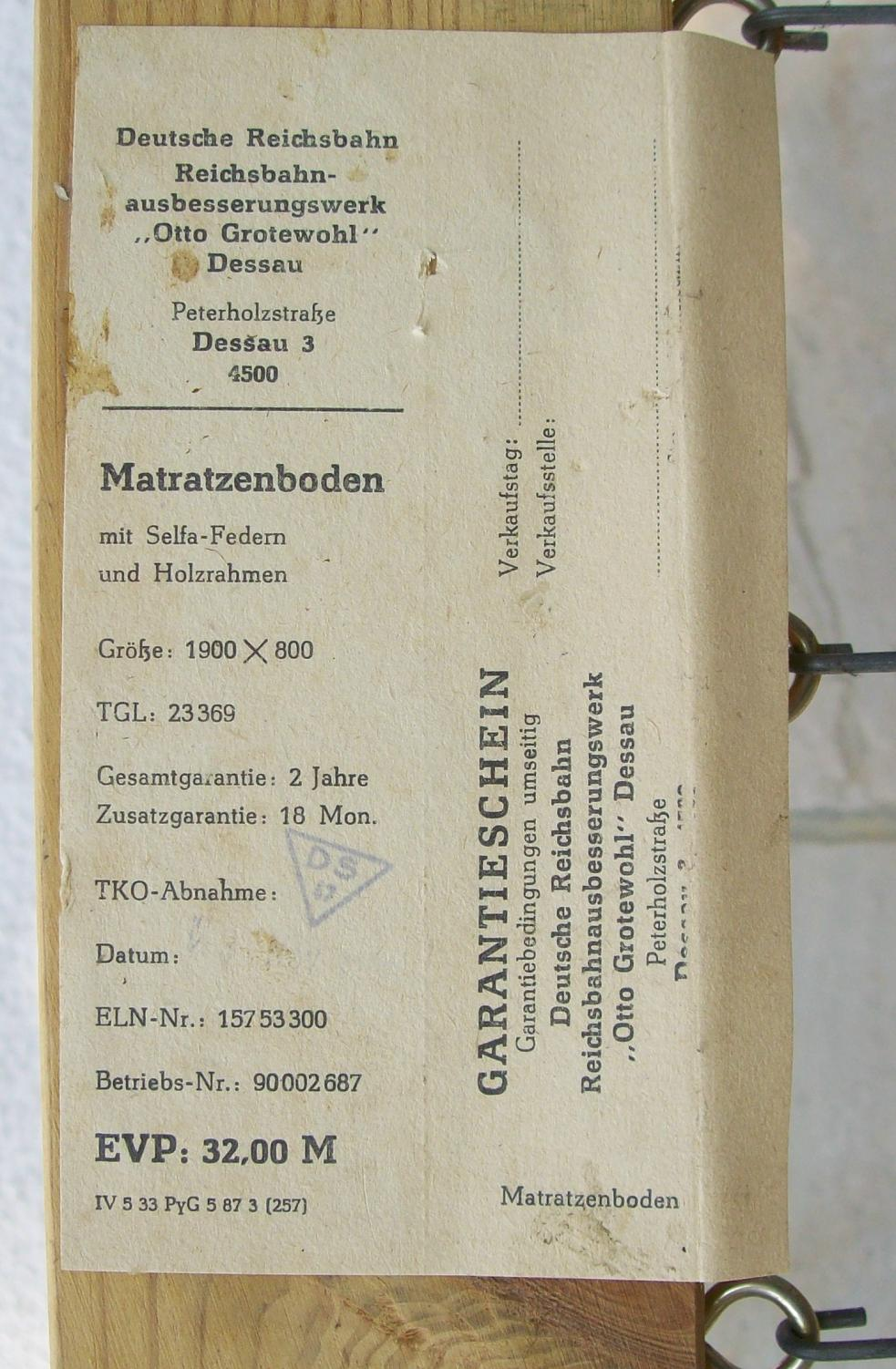
Plaque signalétique sur un matelas.

Au départ, les entreprises cherchent toutes les occasions de répondre formellement aux exigences de la production de biens de consommation. Dans l'économie planifiée de la RDA, cela prend parfois des traits burlesques. Alors que la production de biens de consommation augmente dans les entreprises dont c'est la spécialité, dans d'autres on instaure des productions symboliques juste pour répondre aux spécifications du plan. par exemple :
- VEB Steremat qui fabrique des appareils électroniques produit des radios portatives ;
- Une compagnie d'électricité ferroviaire produit des cloisons en acier pour les appartements parce qu'elle dispose de soudeurs ;
- Les balançoires Hollywood étaient fabriquées dans le laminoir de Finow ;
- Le chantier naval Neptun à Rostock produit des ouvre- bouteilles ;
- La menuiserie de cercueils Oderberg produit des boîtes à poudre ;
- L'atelier de meubles Groß Schönebeck fabriquait des râteaux en bois ;
- le fabricant de tuyaux Rohrkombinat Riesa fabrique des couverts en inox[5] ;
- l'atelier de réparation des wagons de la Reichsbahn à Eberswalde vend du bois de chauffage ;
- le fabricant d'appareils électriques VEB Bergmann-Borsig fabriqué le rasoir électrique bebo sher, très connu en RDA ;
- la VEB TRO (usine de transformateurs Oberspree - l'une des plus grandes entreprises de Berlin-Est) fabriqué la tondeuse à gazon électrique "Trolli" dans sa succursale de Rummelsburg ;
- les remorques pour voitures étaient fabriquées par Kranbau Eberswalde qui normalement construisait des grues ;
- le combinat pétrochimique Schwedt fabrique des meubles de jardin en plastique ;
- des fours à micro-ondes sont fabriqués par l'usine sidérurgique Eisenhüttenkombinat Ost ;
- l'aciérie d'Hennigsdorf produit la caravane QEK Junior ;
- l'usine d'explosifs de Gnaschwitz fabrique des tapettes à mouches ;
- des planches à repasser sont fabriquées dans la centrale électrique au lignite de Jänschwalde ;
- l'usine de machines de bureau VEB Robotron "Ernst Thälmann" Sömmerda présente entre autres des presses à biscuits (type 102) et des extracteurs de jus (type Z 1015).
- VEB Robotron-Electronics Dresde Direction Recherche et Développement, Département de fabrication d'appareils scientifiques, produit la chaussure chauffante électrique "Sandalon";
- le fabricant de machines industrielles  "Ernst Thälmann" (SKET) produit l'ordinateur domestique HCX à partir de 1988
- l'usine de télécommunications de Neustadt-Glewe (FNG) produit des abat-jour, celle de Nordhausen (FMN) des téléphones ;
- les écrous de roue de voiture sont produits par une société d'électronique ;
- le producteur de graphite VEB Elektrokohle Lichtenberg  produit des céramiques d'art et d'artisanat dans sa propre poterie ;
- la caravane et la remorque de voiture Lausitz 310 sont fabriquées dans le combinat à gaz Schwarze Pumpe ;
- le constructeur de locomotives LEW à Hennigsdorf produit des ballons d'eau chaude, des scies à ruban et des meubles de jardin ;
- la succursale KWO de Meissen  fabriquait des sèche- linge rotatifs à partir de profilés en aluminium ;
- Turbowerk Meissen fabriquait, entre autres, des tondeuses à coussin d'air ;
- en plus des pompes à pied, l'IFA " KFZ Zubehörwerk " à Meissen a également produit des modèles de moteurs à combustion ;
- le chantier naval VEB Mathias-Thesen à Wismar produit des bateaux pliants et des portes pliantes ;
- le VEB Dieselmotorenwerk Rostock fabriquait des moulins à café avec un corps en bakélite.
- autres productions : 
  - une usine de machines à papier qui produit des poignées de bicyclettes et un chantier naval qui produit des meubles de jardin et des tondeuses à gazon ;
  - la production de planches de petit-déjeuner Sprelacart, de tondeuses à gazon, de lits pliants, de dispositifs de serrage universels pour les bricoleurs, de bancs de jardin et d'autres meubles au chantier naval Neptun de Rostock.

## Résultats
La production de biens de consommation en RDA dans les années 1970 et 1980 n'a pas été en mesure d'augmenter le niveau de vie dans la mesure souhaitée, et les attentes d'un niveau de vie plus élevé qui augmenterait la motivation de la population à travailler dans l'économie socialiste ne sont pas satisfaites. À la fin des années 1970, la production de biens de consommation s'organise comme une branche de l'économie, et constitue la seconde tâche de production. L'accomplissement des tâches fixées devrait prouver l'augmentation du niveau de vie matériel et culturel en RDA. Depuis 1971, la RDA consacre ses propres statistiques à la production de biens de consommation, avec laquelle elle prétend démontrer son succès au fil des ans.
Alors que le SED estime triomphalement en 1986 que la production de biens de consommation en 1985 est deux fois plus importante qu'en 1970 et que deux fois plus de biens de consommation nouvellement développés ont été mis à disposition depuis 1980, le Politburo du SED dresse un bilan amer après la chute de la RDA en 1989 : « ... Les paiements d'intérêts à la population en 1989 devraient s'élever à cinq milliards de  marks. C'est plus que la totalité de l'augmentation annuelle des produits de base en 1989. D'une part, la croissance des dépôts d'épargne traduit la confiance de la population dans le développement social et le désir de disposer de réserves personnelles à mesure que le niveau de vie augmente, mais d'autre part elle est en partie liée à des désirs d'achat irréalisables, notamment pour des biens de consommation durables et de haute qualité (voitures, installations hi-fi et etc.)… » 